# Едді Ндукву
Едвард Аноруе Ндуквуегбулем (англ. Edward Anorue Ndukwuegbulem); більш відомий як Едді Ндукву (англ. Eddie Ndukwu; 1 червня 1950) — нігерійський професійний боксер, призер Всеафриканських ігор.

## Аматорська кар'єра
- На Іграх Британської імперії та Співдружності 1966 року виграв золоту медаль у легшій вазі.
- На Всеафриканських іграх 1973 року виграв срібну медаль у напівлегкій вазі, у фіналі здолавши Шадрах Одіамбо (Уганда).
- На Іграх Британської Співдружності 1974 року виграв золоту медаль у напівлегкій вазі.
- На I чемпіонаті світу з боксу 1974 року здобув дві перемоги, а у чвертьфіналі програв майбутньому чемпіону Говарду Девісу (США).

## Професіональна кар'єра
Після чотирнадцяти перемог 27 квітня 1980 року зустрівся в бою з Вільфредо Гомесом (Мексика). WBC планувала цей бій за звання обов'язкового претендента на титул чемпіона світу в напівлегкій вазі, але Гомес не зміг вкластися в ліміт напівлегкої ваги, тому бій був безтитульним. Ндукву програв Гомесу технічним нокаутом у четвертому раунді.
1 серпня 1980 року в бою за титул чемпіона Співдружності програв Патріку Форду (Гаяна), після чого завершив кар'єру.